# Árnafjall
Árnafjall es la montaña más alta de la isla de Vágar en las Islas Feroe. El punto más alto mide 722 metros sobre el nivel del mar. Su nombre significa la montaña del águila.  La montaña se encuentra en el lado oeste de Vágar, cerca del pueblo de Gásadalur.
También hay una montaña llamada Árnafjall en la isla de Mykines cuyo punto más alto está a 350 metros sobre el nivel del mar.